# Adam Joseph Betz
Adam Joseph Betz (* 25. November 1795 in Worms; † 5. März 1880 ebenda) war ein deutscher Kaufmann, Spezereiwarenhändler und im Zeitraum 1856–1860 Bürgermeister der Stadt Worms.

## Leben
Betz gehörte, wie sein Vorgänger Franz Euler, zur Wormser Oberschicht und war bereits seit 1852 Mitglied des Gemeinderates. Auch hatte er bereits seit diesem Jahr einen der beiden Posten als Beigeordneter des Bürgermeisters inne. Weshalb er sein Amt als Bürgermeister erst nach den Neuwahlen des Gemeinderates annahm (was er auch schon vorher hätte tun können), ist nicht überliefert. Überliefert ist lediglich die Tatsache, dass sich zum Zeitpunkt der Amtsniederlegung Eulers kein Nachfolger fand, was den Gemeinderat gemäß den damals geltenden Regeln zu seiner Selbstauflösung gezwungen hatte, um den Weg für vollständige Neuwahlen freizumachen.
In die Zeit, als Betz das Amt des Bürgermeisters von Worms innehatte, fällt ein deutliches Wachstum der Wormser Bevölkerung: Im Jahr erreichte Worms bereits eine Einwohnerzahl von 10.000 Menschen. Allerdings muss man auch betrachten, dass zu diesem Zeitpunkt nicht nur die Gesamtzahl der Wormser Bevölkerung anwuchs, sondern auch überproportional der Anteil der Menschen, die der sogenannten „unbemittelten, unteren sozialen Schicht“ angehörten. Dieser Umstand belastete in einem erheblichen Maße die Wormser Armenkasse und trieb die Stadt bereits in der Mitte des 18. Jahrhunderts in finanzielle Abhängigkeiten.
Einen nennenswerten Aufschwung der Wirtschaft erreichte die Stadt erst in den 1860er Jahren, also zu der Zeit, als die Amtszeit von Adam Joseph Betz auslief. Zu diesem Zeitpunkt war Worms noch kaum über seine alten Stadtmauergrenzen hinausgewachsen.